# Prosoplus ochreopictus
Prosoplus ochreopictus là một loài bọ cánh cứng trong họ Cerambycidae.